# Mano cornuta

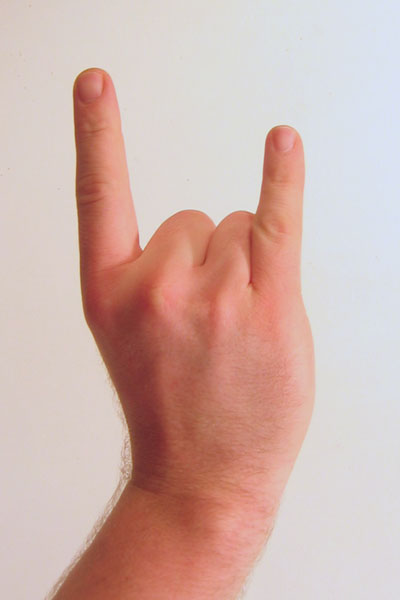
Die mano cornuta

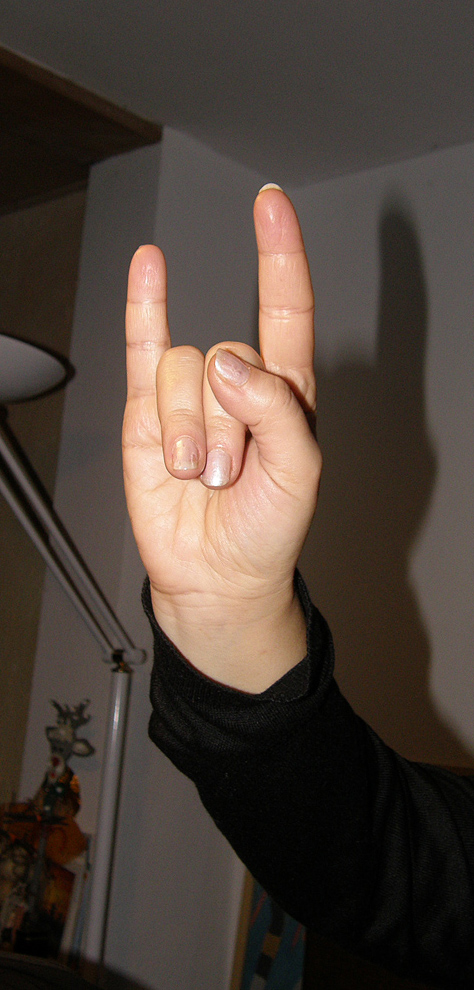
mano con le corna von der anderen Seite

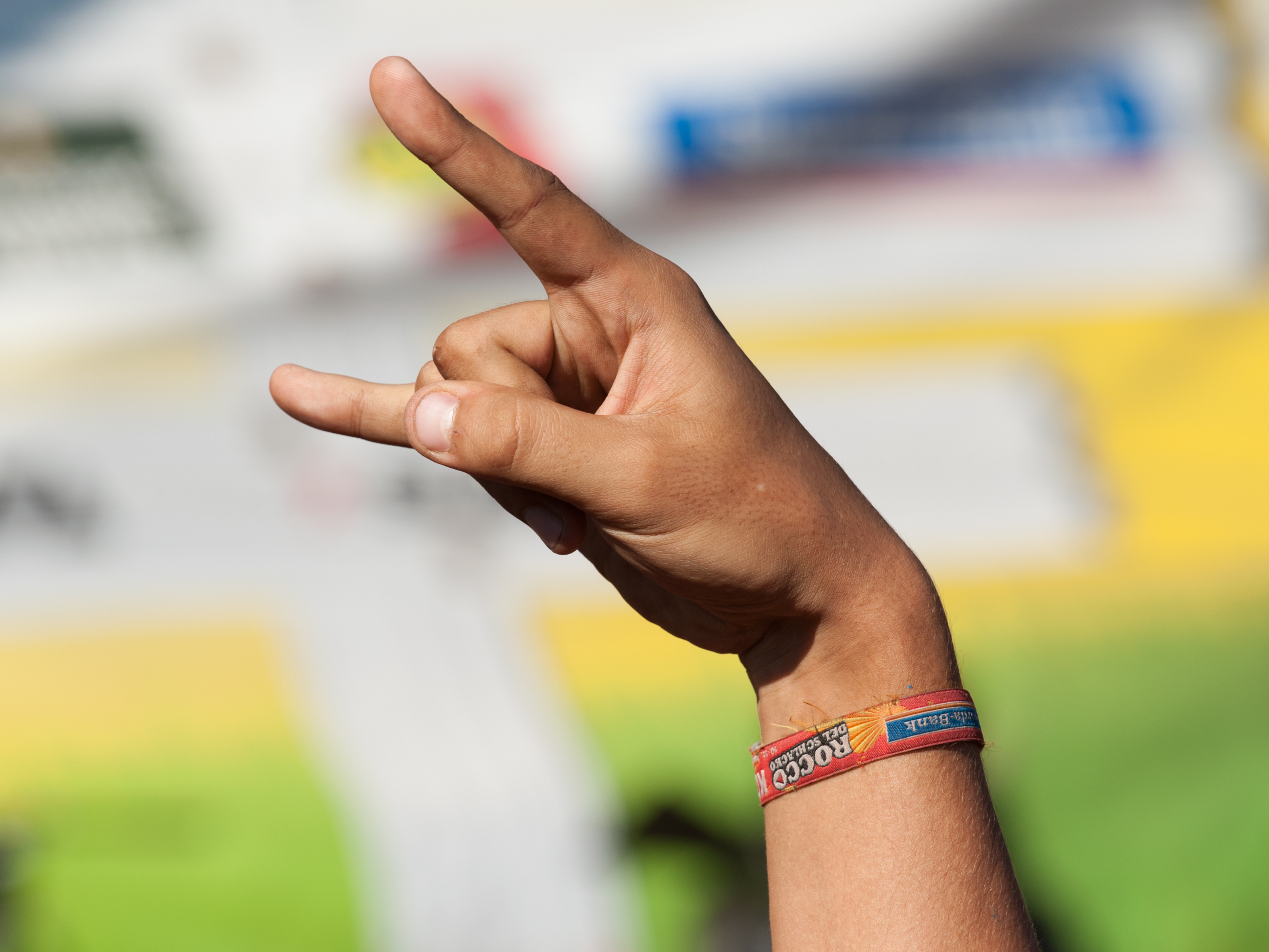
Devil horns

Die corna (italienisch ‚Hörner‘) oder mano cornuta (italienisch ‚gehörnte Hand‘) ist eine Geste mit diversen Bedeutungen, beispielsweise in der Metal- und Rock-Szene.
Die Geste ist abhängig von der Bedeutung auch bekannt unter dem Namen Teufelsgruß, Satansgruß, Satanistengruß, Pommesgabel, Metalhand und englisch Devil horns (‚Teufelshörner‘), goat horns (‚Ziegenhörner‘), Hook ’em Horns, throwing the goat oder metal fork. Das älteste bekannte Auftauchen der gehörnten Hand sind Abbildungen auf etruskischen Grabsteinen.

## Geste
Der Zeigefinger und der kleine Finger werden von der Faust abgespreizt, während der Daumen auf ihr bleibt. Dies ist sehr ähnlich zu einer Geste, die in verschiedenen Musikgenres üblich ist, aber in Italien wegen der möglichen Verwechslung mit der dortigen Variante nicht umfassend angenommen wird. Das Handzeichen ähnelt auch dem ILY-Zeichen der amerikanischen Gebärdensprache für den Satz „I love you“ („Ich liebe dich“), wobei dabei der Daumen zur Seite abgespreizt wird.

## Darstellung in elektronischen Medien
Mit dem Aufkommen der E-Mail und anderer textbasierter elektronischer Kommunikationswege werden ein linksseitiger Schrägstrich, das kleine m und ein rechtsseitiger Schrägstrich als Repräsentation genutzt: \m/.
In Unicode 8 wurde mit Codepoint U+1F918 ein neues Emoji-Zeichen (🤘) mit dem Namen SIGN OF THE HORNS eingeführt.

## Bedeutungen

### Untreue
Wenn die „Hörner“, d. h. die ausgestreckten Finger, heimlich hinter dem Kopf von jemandem gezeigt oder eindeutig auf eine Person gedeutet werden, soll dies übermitteln, dass die Person von deren Ehefrau oder Ehemann betrogen wurde, also ein „gehörnter“ Ehemann (Hahnrei) oder eine „gehörnte“ Ehefrau ist.
Die Herkunft wird auf die Legende des Minotauros zurückgeführt. Pasiphaë, die Gattin des kretischen Königs Minos, hatte sich in einen weißen Stier verliebt und der daraufhin geborene Minotauros war mit seinen Hörnern der offensichtliche Beweis ihres Ehebruchs.

### Aberglaube
Bei der Konfrontation mit unglücklichen Ereignissen oder wenn diese erwähnt oder angedeutet werden, kann die Person, die das Unglück abwenden möchte, auf die nach „unten“ gerichtete Corna zurückgreifen. So lässt sich die Geste von der vorherigen Bedeutung „Untreue“ (typischerweise nach oben gerichtet) unterscheiden. Es ist die volkstümliche Variante des „Auf-Holz-Klopfens“. Alternativ kann der Italiener „Eisen berühren“ (tocca ferro). Alle diese Gesten sollen den Ausführenden vor übernatürlichen bösen Kräften beschützen, zum Beispiel wenn eine schwarze Katze den Weg kreuzt, man einen Leichenwagen sieht oder die Person in irgendeine Situation gerät, von der sie annimmt, dass diese Unglück bringe.
Diese Bedeutung wird auch in Gaston Lerouxs Roman Das Phantom der Oper erwähnt. Dort heißt es: „Die Balletteusen machten, sobald das Bild des Persers heraufbeschworen wurde, das Zeichen gegen den bösen Blick, indem sie Zeige- und kleinen Finger ausstreckten, während der Daumen, Mittel- und Ringfinger auf die Handfläche drückten.“
Der italienische Präsident Giovanni Leone zeigte 1973 seinen neapolitanischen Aberglauben, als er bei einem Besuch in Neapel während eines Choleraausbruchs die Hände der Erkrankten mit der einen Hand schüttelte und mit der anderen Hand hinter seinem Rücken die Corna zeigte. Dieser Akt wurde gut dokumentiert, da alle Journalisten und Fotografen sich hinter ihm befanden, was dem Präsidenten Leone wohl in diesem Moment nicht bewusst war.

### Metal

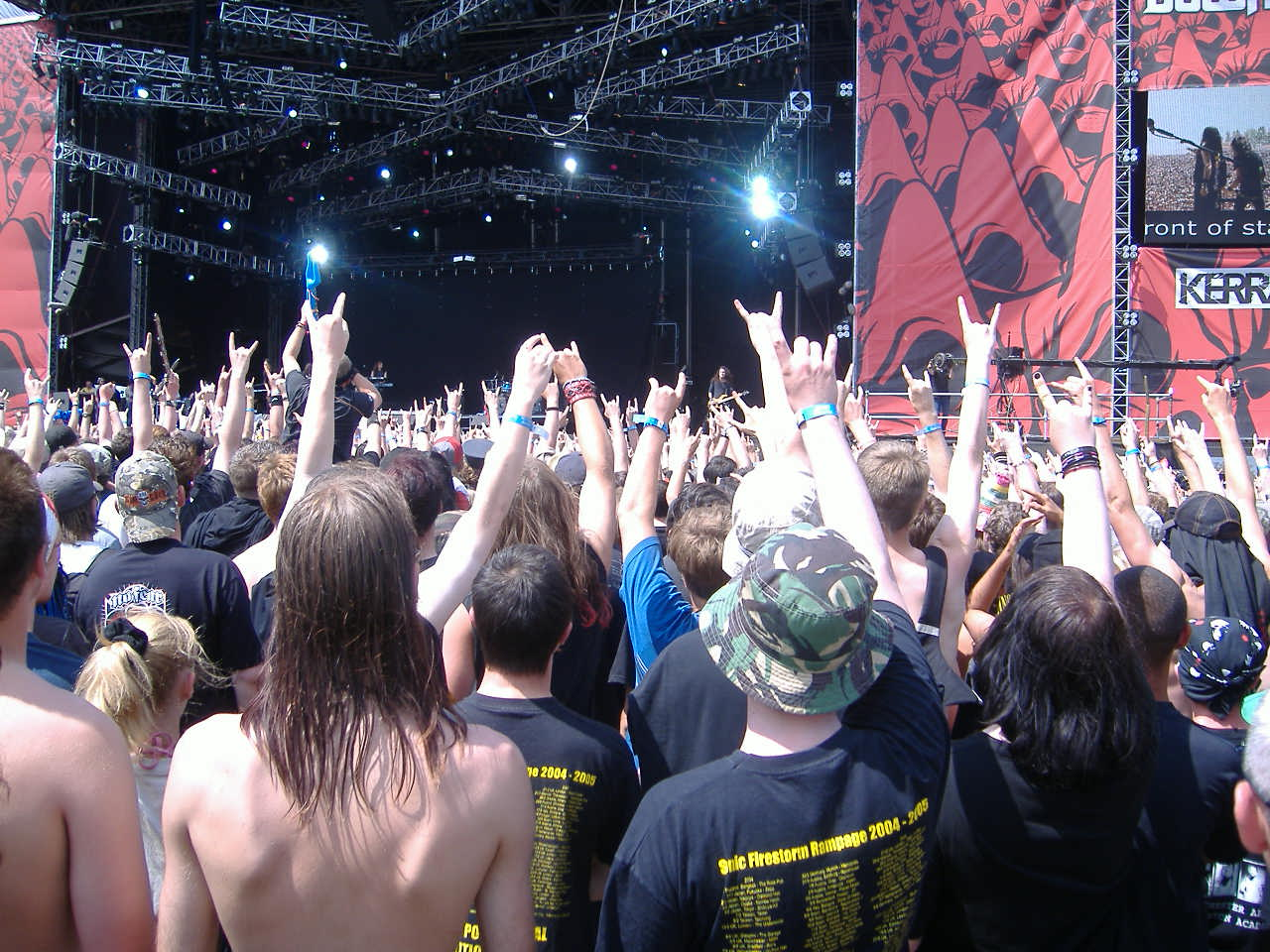
Devil horns auf einem Metal-Festival

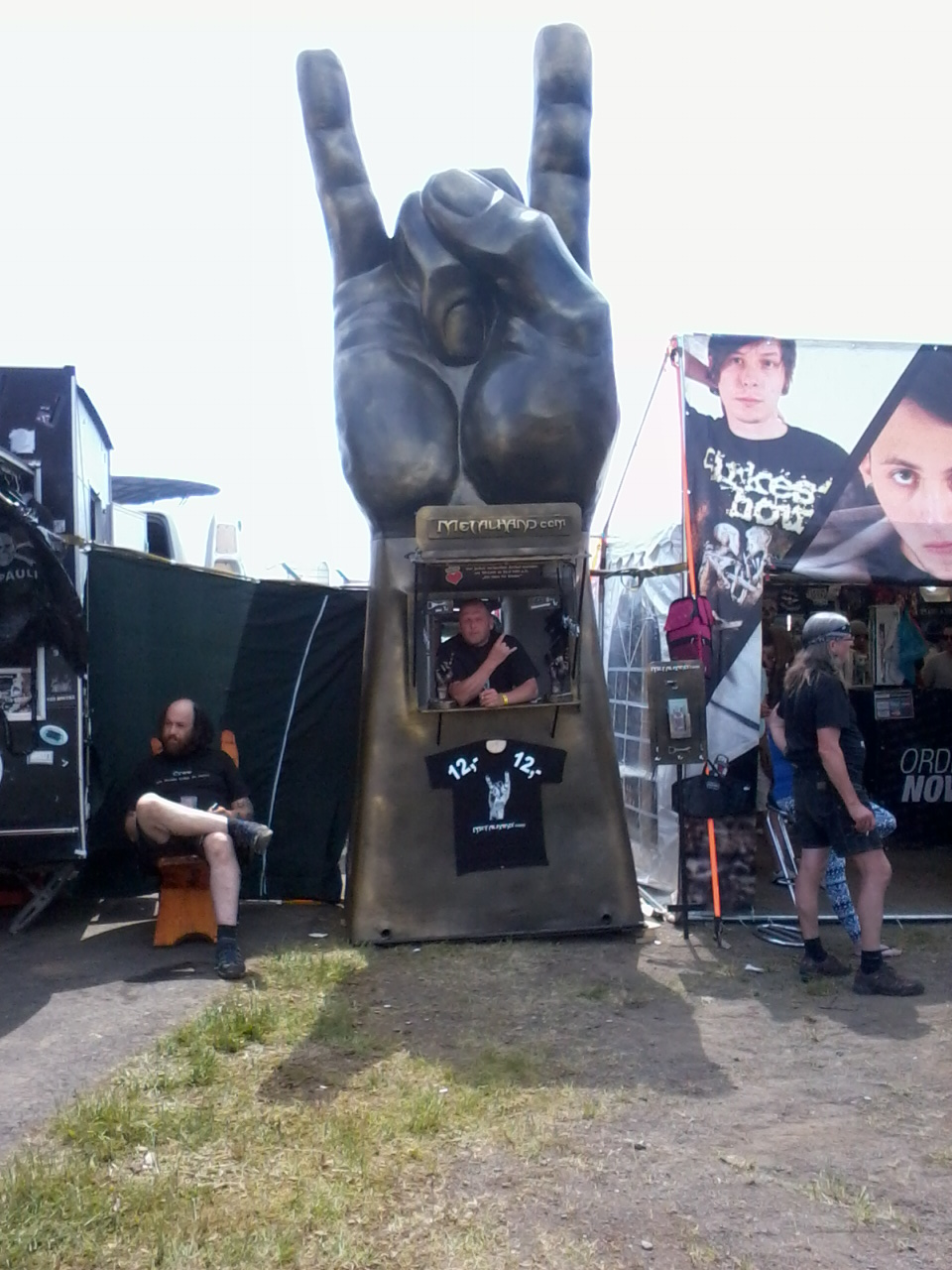
Die Pommesgabel als Verkaufsstand auf dem Rock-am-Ring-Festival 2013

Im Englischen meist einfach Metal Sign genannt, etablierte sich in der deutschen Szene der Ausdruck Pommesgabel. Es wird auf Konzerten gemeinsam gezeigt, um das Gruppengefühl, die Szene-Identität und die Begeisterung für die Musik zu demonstrieren.
Wer das Zeichen letztlich in die Metal-Szene eingebracht hat, ist umstritten. Gene Simmons, Bassist bei Kiss, stellt sich in seiner Autobiographie Kiss and Make Up als Urheber der Geste dar und argumentiert damit, dass er auf dem Cover von Love Gun (1977) deutlich damit zu sehen sei. 2017 stellte Simmons einen Antrag auf Markenschutz für die Geste bei der Verwendung durch Musiker bei Live-Auftritten.
Allerdings handelt es sich bei Simmons’ Geste nicht um das Metal Sign, bei dem der Daumen auf Mittel- und Ringfinger gedrückt wird, sondern um das ILY-Zeichen (= I Love You) der Gebärdensprache, erkennbar am abgespreizten Daumen. Simmons zog später seinen Antrag zurück.
Ronnie James Dio war der Meinung, das Zeichen zu seiner Zeit als Sänger bei Black Sabbath als Erster benutzt und damit in die Metal-Szene eingebracht zu haben. Dio soll das Zeichen von seiner Großmutter gekannt haben, die es im Aberglauben angewendet haben soll, da es sie vor dem bösen Blick geschützt habe. In dem Dokumentarfilm Metal – A Headbanger’s Journey verwendet er dafür das Wort Maloik. Er benutzte das Zeichen anfänglich bei den Textpassagen, in denen es um den Teufel oder das Böse geht. Nachdem das Publikum dieses Zeichen immer nachahmte und es sich auch bei anderen Konzerten des Bereiches Heavy Metal etabliert hatte, wurde es zu seinem Markenzeichen. Nach Auffassung innerhalb der Szene gilt er deswegen auch als derjenige, der es in diese Szene eingebracht hat.
Außerdem ist das Zeichen auf der LP Witchcraft: Destroys Minds & Reaps Souls der Psychedelic-Rock-Band Coven von 1969 zu sehen, die auch die vermutlich erste Aufnahme einer Schwarzen Messe enthält. Manchmal werden neben der zugeschriebenen Bedeutung des universellen Grußes auch andere Bedeutungen unterstellt, etwa dass es ein Symbol für Satan, das Böse oder Mystik sei. Neben dem Metal ist das Zeichen auch teilweise in der Rockmusik verbreitet. Interessant ist jedoch, dass die Geste bereits 1967 von John Lennon auf Werbefotos zum Album Yellow Submarine der Beatles verwendet wurde und auch von der Lennon darstellenden Zeichentrickfigur auf Plakaten und Albumhüllen zum Trickfilm Yellow Submarine über dem Kopf der Paul McCartney darstellenden Trickfigur gezeigt wird. Elvis Presley setzte die Geste am 28. Oktober 1956 ein, als er in der vom Fernsehen übertragenen Ed Sullivan Show den Song Hound Dog sang. Presley zeigte zunächst nur mit dem Zeigefinger auf das Publikum, im weiteren Verlauf jedoch mit der besagten Geste. Diese Szene wurde später von Neil Young in seinem Video He Was The King eingesetzt.
Auch in anderen Musik-Genres hat sich die Mano Cornuta etabliert. Auch in Bereichen wie Hip-Hop und Pop wird sie benutzt. Metal-Musiker wie zum Beispiel Dee Snider von der Glam-Metal Band Twisted Sister kritisieren dies. Auch die „falsche“ Mano cornuta (mit ausgestrecktem Daumen) wird kritisiert. Besonders die Metal-Szene ist dafür bekannt, sehr viel Wert auf ihre Traditionen und die Freundschaft, die diese Zugehörigkeit zur Szene mit sich bringt, zu legen. Darum gilt auch die Pommesgabel als Tradition und bildet eine Art Erkennungszeichen.

### American Football (Hook ’em Horns)

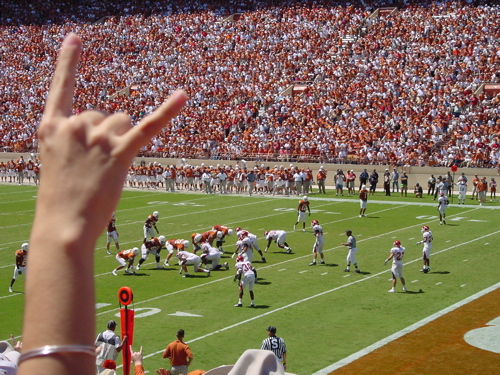
Fans bei einem Spiel der Texas Longhorns

Bei den Fans der American-Football-Mannschaft Texas Longhorns der University of Texas at Austin (UT, Universität von Texas) steht dieses Handzeichen für Hook ’em Horns. Dort wurde es 1955 von Harley Clark eingeführt. Es soll die Gestalt des texanischen Longhorn-Stiers Bevo, des Maskottchens der Universität, nachbilden. Das Handzeichen wird oft bei Sportveranstaltungen gezeigt, während das Lied der Hochschule The Eyes of Texas oder das Kampflied Texas Fight gespielt werden. Es ist eines der bekanntesten Handzeichen aller US-amerikanischen Universitäten.

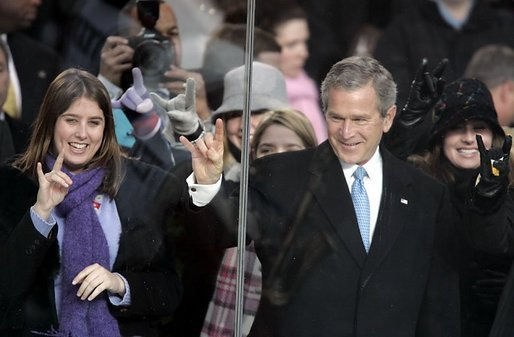
Auch der 43. US-Präsident George W. Bush zeigte seine Begeisterung für die Texas Longhorns

Clark hatte die Idee von seinem Kollegen Henry Pitts. Clark zeigte das Zeichen enthusiastischen Studenten ein paar Nächte später bei einer Versammlung am Gregory Gym. Es war ein unmittelbarer Hit, tausende Studenten hoben die Arme, um den ab dann berühmten Gruß zu zeigen. Am nächsten Tag, einem Football-Spiel der UT gegen die Texas Christian University wogte das „Hook ’em Horns“-Zeichen von einer Seite des Stadions zur anderen.

### Tibetischer Buddhismus

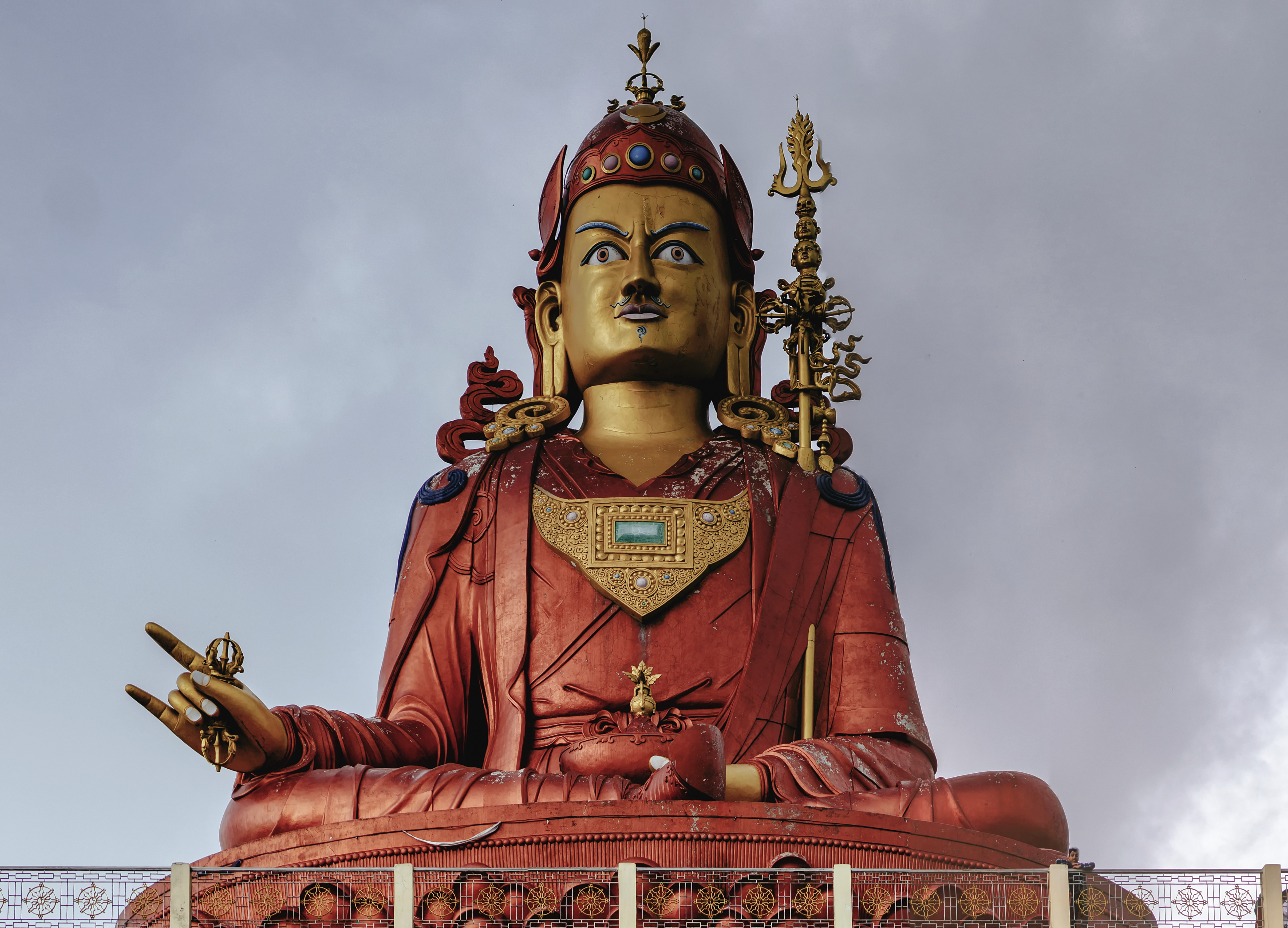
Padmasambhava, der Begründer des tibetischen Buddhismus, als Statue in Namchi, Sikkim, Indien

Im tibetischen Buddhismus ist dieses Handzeichen eine Mudra, eine heilige Geste, die man bei der Darstellung buddhistischer Wesen findet und als Mittel bei der Meditation eingesetzt wird. Auf Sanskrit wird sie als karaṇa-mudrā bezeichnet und ist eine Bannungsgeste, die dazu eingesetzt wird, Dämonen zu vertreiben. Sie soll die Hörner eines wilden Yak darstellen, die auf einen Gegner zeigen. Die Geste wird normalerweise mit der rechten, gelegentlich mit der linken Hand ausgeführt. Die Handhaltung ist entweder waagerecht oder senkrecht; dabei werden Mittel- und Ringfinger eingezogen, der Daumen an den Mittelfinger gelegt und der Zeige- und kleine Finger ausgestreckt. Die Geste ist an Darstellungen von Ekajati und Yama zu sehen.

### Erkennungszeichen bei denMara-Banden
In Nord- und Mittelamerika entstanden in den 1960er Jahren gewaltbereite Straßenbanden, die Mara Salvatrucha. In Nachbildung des Buchstaben M verwenden sie dieses Handzeichen mit nach unten gerichteten Fingern als ihr wichtigstes Erkennungszeichen.